# Charles Horman
Charles Edmund Lazar Horman (* 15. Mai 1942 in New York; † 18. September 1973 in Santiago de Chile) war ein US-amerikanischer Journalist und Dokumentarfilmer, der kurz nach dem Putsch in Chile 1973 von Militärs entführt und ermordet wurde. Der Putsch unter der Führung des Generals Augusto Pinochet gegen die gewählte Regierung des sozialistischen Präsidenten Salvador Allende begann am 11. September 1973 mit der Bombardierung des chilenischen Präsidentenpalastes. Der 1982 von Costa-Gavras gedrehte Spielfilm Vermißt (Missing) handelt von der verzweifelten Suche, auf die sich Joyce, die Frau von Horman und dessen Vater Edmund („Ed“) Horman nach dem Verschwinden von Charles Horman in Chile machte.

## Leben und Tod
Horman wurde in New York geboren und wuchs dort auf. Er besuchte dort die Allen-Stevenson School, die er 1957 abschloss. Bis 1960 studierte er an der Phillips Exeter Academy, bis 1964 an der Harvard University. Mehrere Jahre lang arbeitete er als Publizist für verschiedene Medien in den USA. 1972 reiste er nach Chile, um dort vorübergehend als freier Schriftsteller zu arbeiten.
Vor seinem Tode untersuchte Horman den im Jahr 1970 verübten Mord am damaligen Oberbefehlshaber der chilenischen Armee, René Schneider, dessen Unterstützung für den gerade gewählten Präsidenten Salvador Allende und die Verfassung als hinderlich für einen Militärputsch eingeschätzt wurden. Am 17. September 1973, sechs Tage nach der Machtübernahme durch die Militärs, wurde Horman von chilenischen Soldaten festgenommen und ins Nationalstadion von Santiago gebracht, das von den Militärs als provisorisches Gefangenenlager genutzt wurde. Dort wurden Gefangene verhört, gefoltert und hingerichtet. Bis einen Monat nach seinem Tod wurde der Ort, an dem sich Hormans Leichnam befand, geheim gehalten, mindestens mit Zustimmung der US-Amerikaner. Später wurde bekannt, dass man Hormans Körper nach seiner Hinrichtung zunächst in einer Wand des Nationalstadions „verschwinden ließ“. Hormans vermeintliche sterbliche Überreste wurden dann in einer Leichenhalle der chilenischen Hauptstadt gefunden. Später jedoch wurde durch einen DNA-Test festgestellt, dass es sich bei dem Körper, den man seiner Frau übergeben hatte, nicht um Hormans Leiche handelte. – Ein zweiter amerikanischer Journalist, Frank Teruggi, erlitt ein ähnliches Schicksal.
Zur Zeit des Militärputsches hielt sich Horman in Viña del Mar auf, einem Ferienort in
der Nähe des Hafens von Valparaíso. Das wurde mit zu einem Grund für das Misstrauen der amerikanischen und chilenischen Putsch-Verschwörer gegenüber Horman. US-Offizielle vermuteten damals, dass Horman ein Opfer der „chilenischen Paranoia“ geworden sei, griffen jedoch nicht ein. Dokumente, die 1999 gemäß dem „Freedom of Information Act“ veröffentlicht wurden, lassen es als unwahrscheinlich erscheinen, dass Horman ohne „grünes Licht“ der CIA getötet wurde. Bemühungen, Hormans Schicksal aufzuklären, begegneten Diplomaten der US-Botschaft in Santiago von Anfang an mit Widerstand und doppeldeutigen, hinhaltenden Auskünften.

## Darstellungen des Falls in Buch, Film und Fernsehen
Der Fall Horman war Thema des Films Vermißt (Missing) des griechischen Filmemachers Costa-Gavras. Jack Lemmon und Sissy Spacek spielten die Rollen des Vaters und der Frau, Charles Horman selbst wurde von John Shea dargestellt. Vater und Frau versuchen gemeinsam, Hormans Schicksal aufzuklären. Im Film wird in einer Rückblende gezeigt, wie Horman mit einigen US-Verantwortlichen spricht, die bei dem chilenischen Militärputsch als Helfer beteiligt waren. Der Film geht von der Annahme aus, dass Horman die Verwicklung der USA in den Putsch entdeckt und dass dies zu seiner Festnahme, seinem Verschwinden und schließlich seiner Ermordung geführt hatte. Die Beteiligung der USA an dem chilenischen Putsch wurde später durch Dokumente bestätigt, die während der Clinton-Präsidentschaft freigegeben wurden. Der Film basiert auf einem Buch von Thomas Hauser, das zum ersten Mal 1978 unter dem Titel The Execution of Charles Horman: An American Sacrifice veröffentlicht wurde. 1982 wurde es erneut unter dem Titel Missing herausgebracht.
Nachdem der Film von den Universal Studios fertiggestellt worden war, reichte Nathaniel Davis, US-Botschafter in Chile von 1971 bis 1973, eine Verleumdungsklage über 150 Millionen US-Dollar gegen den Regisseur und die Produktionsfirma ein, obwohl er – im Gegensatz zum Buch – in dem Film nicht namentlich genannt wird. Das Gericht wies seine Klage am Ende ab. Während des Rechtsstreits galt in den USA ein Aufführungsverbot für den Film, das nach der Ablehnung der Klage aber aufgehoben wurde.
In der Fernsehserie Law & Order wurde der Fall in der zehnten Staffel behandelt. Die 24. und letzte Folge dieser Staffel, Vaya Con Dios (dt. Eine alte Geschichte), basiert auf dem Fall Horman.

## Stellungnahme des US-Außenministeriums
Noch viele Jahre später hielt die US-Regierung unverändert daran fest, über die Vorfälle nichts gewusst zu haben. Im Oktober 1999 wurde schließlich ein Dokument veröffentlicht, in dem zugegeben wurde, dass CIA-Agenten bei Hormans Tod eine Rolle gespielt haben. Das entsprechende Memorandum des Außenministeriums vom 25. August 1976 wurde am 8. Oktober 1999 zusammen mit 1100 anderen Dokumenten verschiedener US-Behörden freigegeben, die sich vor allem mit den Ereignissen in den Jahren beschäftigten, die dem Militärputsch vorangingen.
Das Dokument vom August 1976 war von drei Mitarbeitern des Außenministeriums, Rudy Fimbres, R.S. Driscolle and W.V. Robertson, verfasst und an Harry Schlaudeman, einen hochrangigen Beamten der Lateinamerika-Abteilung des Ministeriums adressiert worden. Es beschrieb den Horman-Fall als „unangenehm“, weil er zu Presseberichten und Untersuchungen des Kongresses geführt habe, in denen die Vorfälle mit einer Verwicklung, „Fahrlässigkeit von unserer Seite oder, schlimmer noch, Komplizentum im Zusammenhang mit Hormans Tod“ in Verbindung gebracht wurden. Das Außenministerium, so das Dokument, müsse dafür sorgen, „dass die US-Beamten geschützt werden, indem man solchen Anspielungen kategorisch entgegentritt“. Nichtsdestoweniger wurde in dem Dokument zugegeben, dass diese „Anspielungen“ durchaus gut begründet seien.
Die drei Beamten des Außenministeriums führten aus, sie hätten Beweise, dass „die GOC [Government of Chile, die chilenische Regierung] Horman gesucht und sich durch ihn so sehr bedroht gefühlt hätte, dass sie eine unmittelbare Exekution befahl. Die GOC glaubte vielleicht, dass dieser Amerikaner ohne negative Konsequenzen von Seiten der USG [US Government, die Regierung der USA] getötet werden könnte.“
Weiter hieß es in dem Report, unwesentliche Hinweise deuteten darauf hin, „dass der US-Geheimdienst eine unglückliche Rolle bei Hormans Tod gespielt haben könnte. Am besten wäre es, Informationen zu beschaffen oder zu bekräftigen, die das Interesse der GOC [der chilenischen Regierung] an seiner Ermordung betonen. Schlimmstenfalls wusste der US-Geheimdienst davon, dass die GOC [die chilenische Regierung] die Sache Horman sehr ernst nahm, und US-Offizielle unternahmen nichts, um die aus der GOC-Paranoia logischerweise folgenden Handlungen zu verhindern.“
Nach der Veröffentlichung des Dokuments sprach Hormans Witwe, Joyce, davon, man sei „nah an einer rauchenden Pistole“. Das gleiche Dokument war mehr als 20 Jahre vorher der Familie Horman vorgelegt worden, aber die oben erwähnten Textstellen waren vom Außenministerium geschwärzt worden. Auch die aktuelle Version des Dokuments hat aus Gründen der „nationalen Sicherheit“ noch geschwärzte Textstellen, ist aber aussagekräftiger.

## Nachforschungen in Chile
Im Jahr 2001 leitete der chilenische Richter Juan Guzmán Tapia eine Untersuchung über Charles Hormans Tod ein. Unter den fünf amerikanischen Staatsbürgern, die zu dem Fall aussagten, war auch Joyce Horman, die Witwe des Ermordeten. Sie hatte im Dezember 2000 Strafanzeige gegen Augusto Pinochet erstattet. Teil der Untersuchung war auch eine vier Stunden dauernde Nachstellung der Ereignisse im Nationalstadion, wo Horman als einer von 10.000 Menschen, die dort gelitten hatten, getötet worden war.
Der Richter erwog auch, einen Antrag auf Auslieferung des früheren US-Außenministers Henry Kissinger zu stellen, nachdem weder dieser noch der frühere Botschafter Nathaniel Davis sich bereit gezeigt hatten, zu kooperieren und Fragen des Obersten Gerichtshofs von Chile zu beantworten.
Die gerichtliche Aufarbeitung des Falls sollte sich noch über ein Jahrzehnt hinziehen. 2003 wurden die gerichtlichen Ermittlung von einem neuen Richter, Jorge Zepeda Arancibia, übernommen. Dieser ordnete die Verhaftung von Rafael González Verdugo, einem Mitarbeiter des Militärgeheimdienstes, an, der dann kurze Zeit später gegen Kaution wieder freigelassen wurde. Schließlich wurde 2011 Anklage erhoben gegen Verdugo und zwei weiteren Beteiligte, den chilenischen General Pedro Espinoza und den amerikanischen Marineoffizier Ray E. Davis. Der Prozess endete dann zunächst 2015 mit einer siebenjährigen Haftstrafe für Espinosa und einer zweijährigen Haftstrafe für Verdugo. Für Davis genehmigte das oberste Gericht Chiles einen Auslieferungsantrag, der sich jedoch als gegenstandslos erwies, da Davis nicht wie vermutet in Florida lebte, sondern unter falschem Namen in Chile, wo er bereits 2013 verstorben war. 2016 landete der Fall selbst dann vor dem obersten Gericht Chiles, welches die Verurteilungen bestätigte und darüber hinaus das Strafmaß deutlich erhöhte. Espinosas Haftstrafe würde auf 15 Jahre erhöht und die von Verdugo auf drei Jahre. Zudem wurden beide dazu verurteilt eine Entschädigung an Joyce Horman in Höhe von $196.000 und an Frank Teruggis Schwester in Höhe von $151.000 zu zahlen.

## Hintergrund
Die Ermordung Hormans geschah im Kontext eines größeren politischen Geschehens, dessen Aufklärung und strafrechtliche Behandlung bis heute andauert. In Südamerika wurden in den 1970er und 1980er Jahren fast alle Staaten längere Zeit von politisch rechtsgerichteten, von den USA unterstützten Militärdiktaturen regiert. Diese unterdrückten fast durchweg mit Gewalt die meist links stehende Opposition in so genannten Schmutzigen Kriegen. Ein verbreitetes Mittel dazu war die heimliche Entführung (Verschwindenlassen) von missliebigen Personen durch anonym bleibende Mitglieder von Sicherheitskräften. Die Opfer wurden während der Haft in Geheimgefängnissen meist grausam gefoltert und erniedrigt, und in sehr vielen Fällen anschließend ermordet (siehe Desaparecidos). Dabei konnte es zur Verhaftung und Ermordung teilweise schon ausreichen, wenn der Name in „verdächtigem“ Zusammenhang auftauchte oder das Opfer zufällig einen (bereits verhafteten) Verdächtigen kannte, der den Namen unter der Not der Folter genannt hatte. Allein während der Militärdiktatur in Argentinien von 1976 bis 1983 verschwanden auf diese Weise bis zu 30.000 Menschen spurlos. Nach dem Übergang der Staaten zur Demokratie, meist in den 1980er und 1990er Jahren, wurde die Strafverfolgung solcher Verbrechen in vielen Ländern durch generelle Amnestiegesetze für die Täter jahrelang verhindert. Diese wurden in den letzten Jahren jedoch in mehreren Ländern rückwirkend aufgehoben, so dass zahlreiche ehemalige Diktatoren und Folterer mittlerweile bestraft wurden oder noch vor Gericht stehen. Auch die Rolle der USA in dieser Zeit, insbesondere des damaligen Sicherheitsberaters des Präsidenten und Außenministers Henry Kissinger, wird in diesem Zusammenhang kritisch untersucht.